# Mała Gunica
Mała Gunica (do 1945 niem. Alte Aalbach) – rzeka w północno-zachodniej Polsce, w województwie zachodniopomorskim, najdłuższa rzeka w Gminie Dobra o długości 14,71 km.

## Charakterystyka
Mała Gunica wypływa z małego, wysychającego jeziorka Lipka (do 1945 niem. Lind See) położonego 0,7 km na północ od wsi Lubieszyn. Poniżej Lubieszyna przepływa przez rozlewiska, a następnie przez wieś Dobra i ponownie wpływa na teren rozlewiskowy. Od wsi Łęgi płynie wzdłuż zachodniej granicy Wzniesień Szczecińskich dość szeroką doliną w kierunku północnym. Jej dopływami są liczne strumienie. Uchodzi do Gunicy w okolicy wsi Węgornik w gminie Police.